# Мануель Тольса

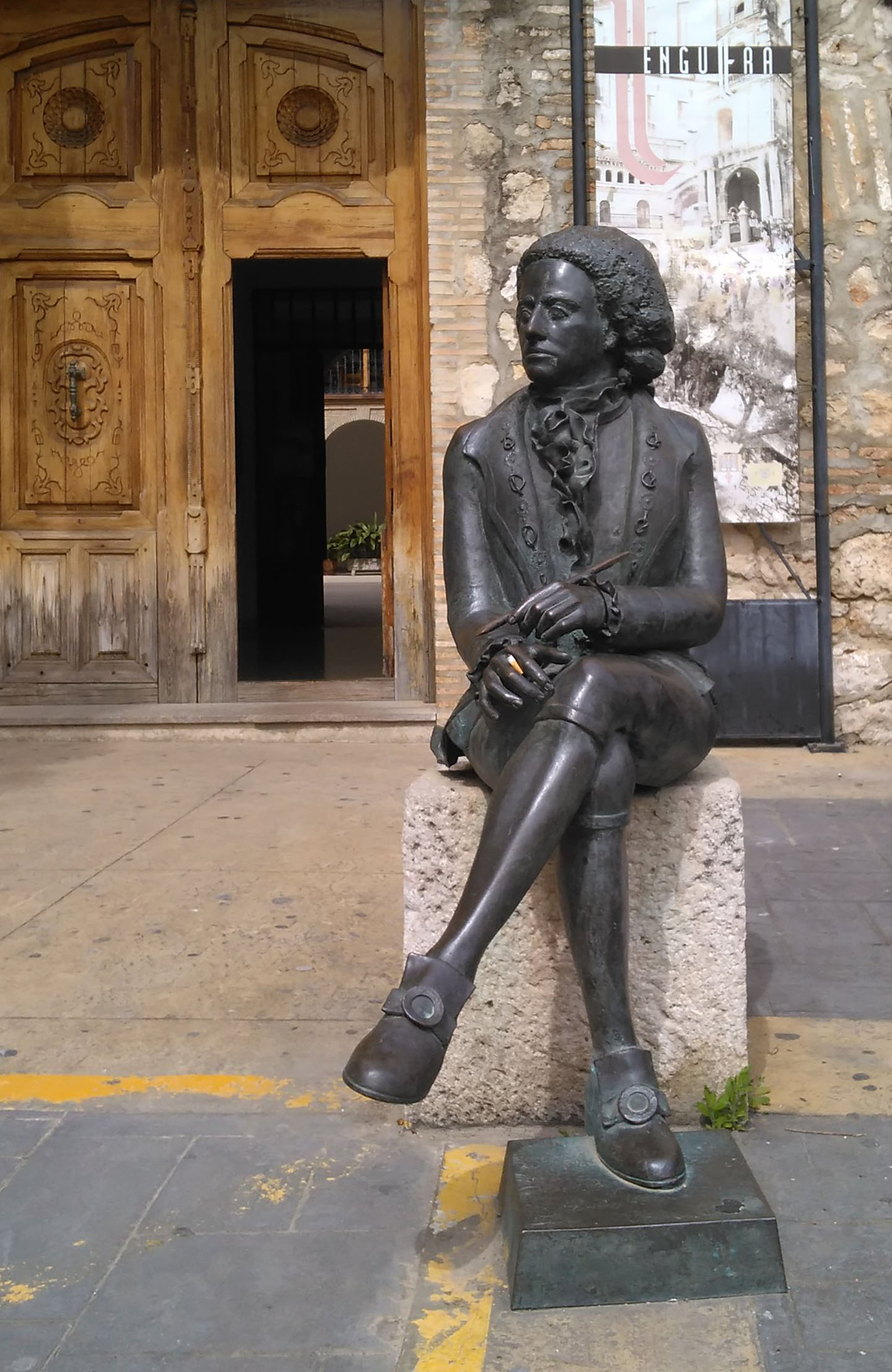
Скульптура Мануеля Тольса на площі, яка носить його ім’я, у його рідному місті Енгера.

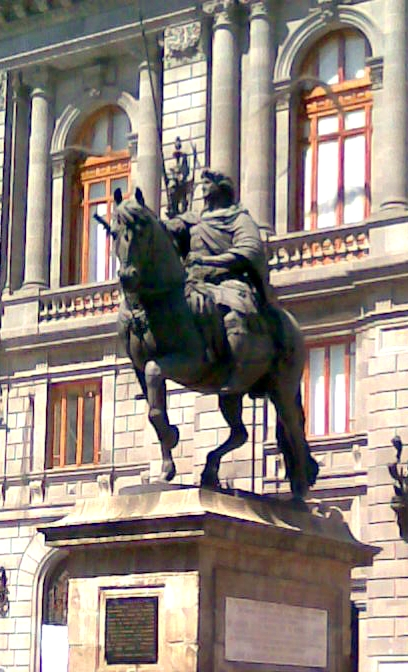
Скульптура Карла IV роботи Мануеля Тольса біля Національного музею мистецтва

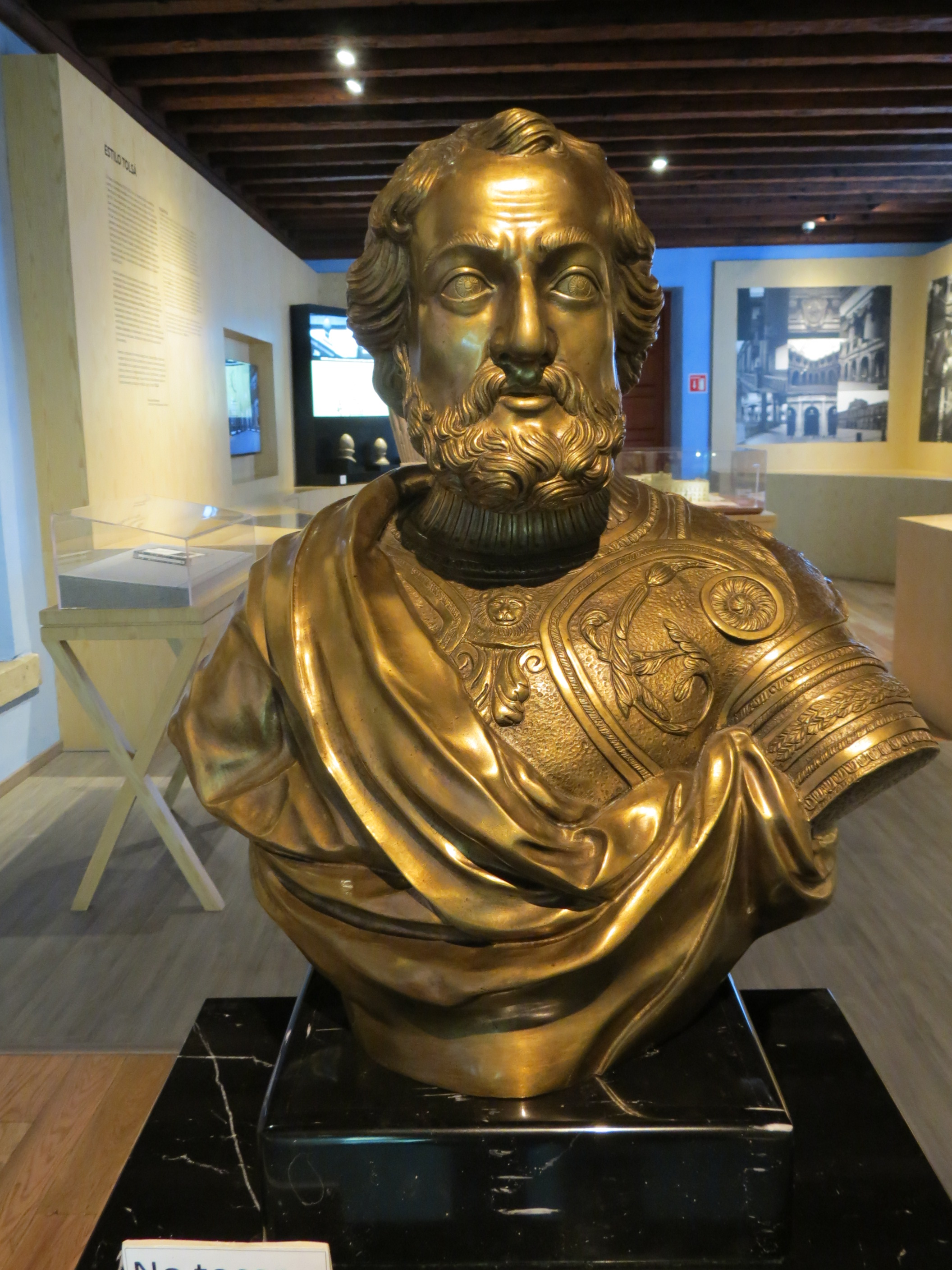
Бюст Ернана Кортеса роботи Мануеля Тольса

Мануель Тольса (ісп. Manuel Tolsá — відомий іспанський скульптор, архітектор і педагог. З 1791 року жив і працював у віце-королівстві Нова Іспанія, у тому числі він був директором Академії Сан-Карлос в Мехіко.

## Біографія
Мануель Тольса навчався в Королівській Академія мистецтв Сан Карлос у Валенсії та в Королівській академія витончених мистецтв Сан-Фернандо в Мадриді. Він був учнем Бартоломе Рібеллеса, Вісенте Гаска і Антоні Гілаберта в області архітектури і Хуана Паскуаля де Мена в області скульптури. 
Був скульптором в Королівській палаті, міністром торгівлі, валюти і шахт та академіком в Сан-Фернандо. Він прибув до Нової Іспанії 1791 року з книгами, робочими інструментами і копіями класичних скульптур з Музею Ватикану. Одружився з мексиканкою Марією Луїзою де Санс Телес Хірон-і-Еспіноса в порту Веракрус.
Після прибуття міська рада доручила йому керувати роботами з дренажу та водопостачанню в Мехіко, а також лісовідновленням парку Аламеда-Сентрал. Він не отримав компенсації за ці роботи. Потім він присвятив себе різним художнім і громадським роботам, завдяки яким його запам'ятали. Крім того, він виготовляв меблі, відливав гармати, виклав гончарну піч.
Він помер від виразки шлунка 1816 року, похований в пантеоні храму Санта-Веракрус в Мехіко.

## Роботи Мануеля Тольса в Мексиці
- Завершення будівництва Кафедрального собору в Мехіко.
- Гірнича школа (Palacio de Minería), нині це музей інженерного факультету Національного автономного університета Мексики.
- Кінна статуя Карла IV.
- Палац Буенавіста, нині Національний музей Сан Карлос.
- Палац маркіза дель Апартадо, будівля призначалася для головного монетного двору віце-королівства Нова Іспанія, а третій поверх повинен був стати резиденцією іспанського короля Фернандо VII, але король так і не приїхав.
- Головний вівтар собору в місті Пуебла.
- Головний вівтар церкви Санто-Домінго.
- Головний вівтар церкви Ла Професа.
- Вівтар Непорочного зачаття церкви Ла Професа.
- Бронзові статуї Ісуса в Кафедральному соборі Морелії.
- Парафіяльний комплекс Сан-Хосе-де-Грас в місті Орісаба (штат Веракрус).
- Ливарна Каса дель Апартадо (1810-1813).
- Головний вівтар монастиря капуцинів (нині зник).
- Бюст Ернана Кортеса в лікарні Хесус.
- Дизайн будівлі Оспісіо Кабаньяс у Гвадалахарі, штат Халіско.

## Галерея

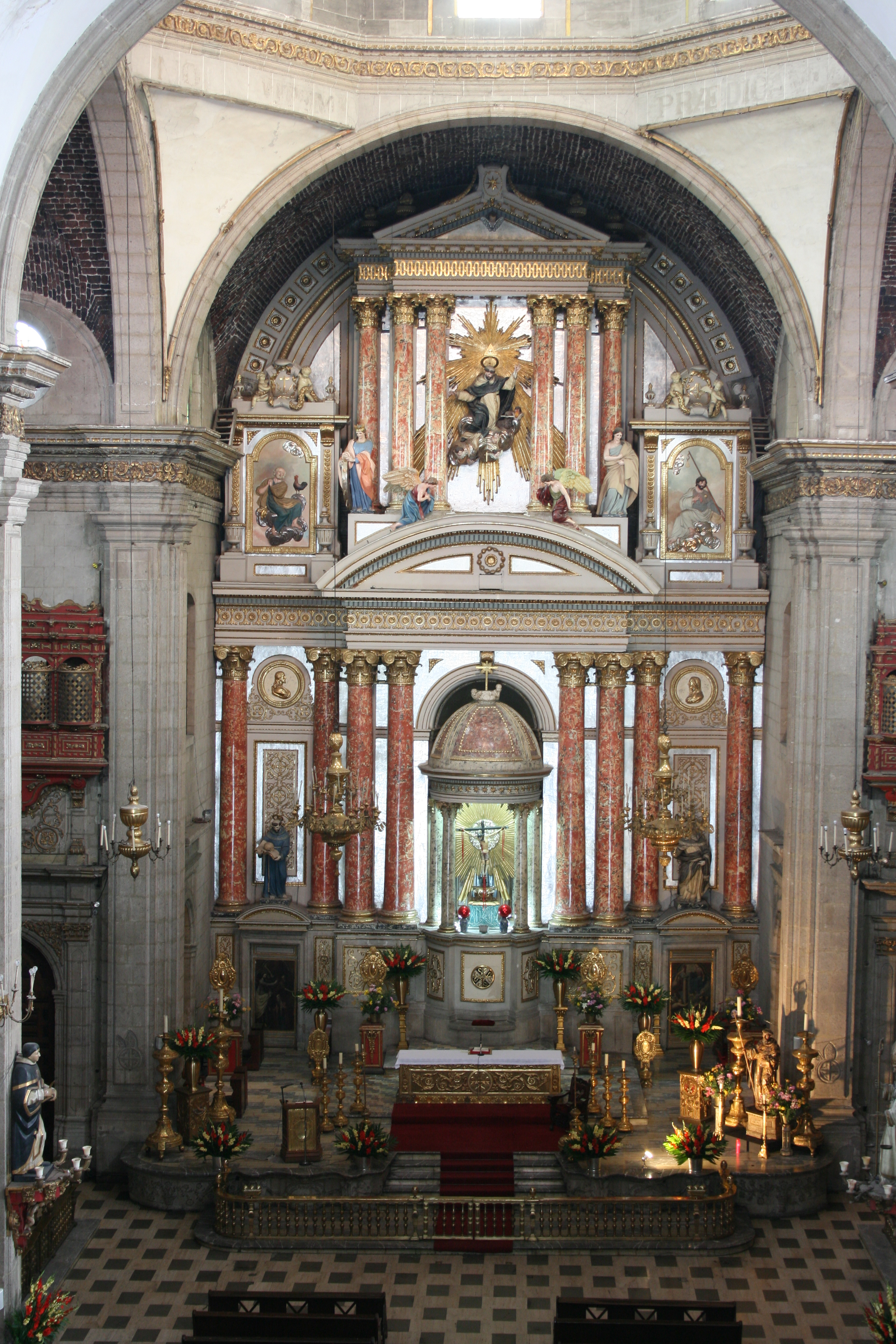
Головний вівтар церкви Санто-Домінго.
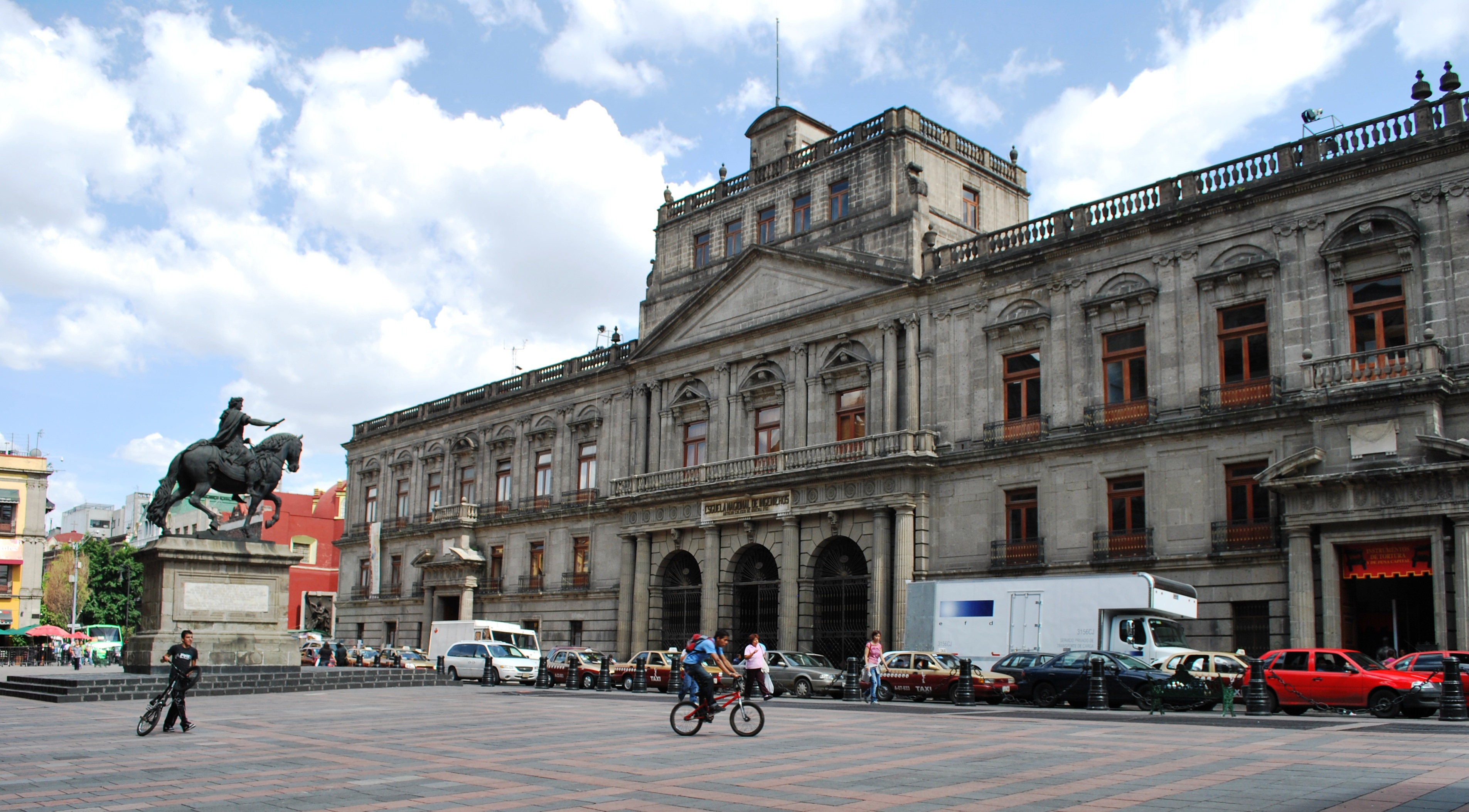
Національний музей Сан Карлос (колишня Гірнича школа)
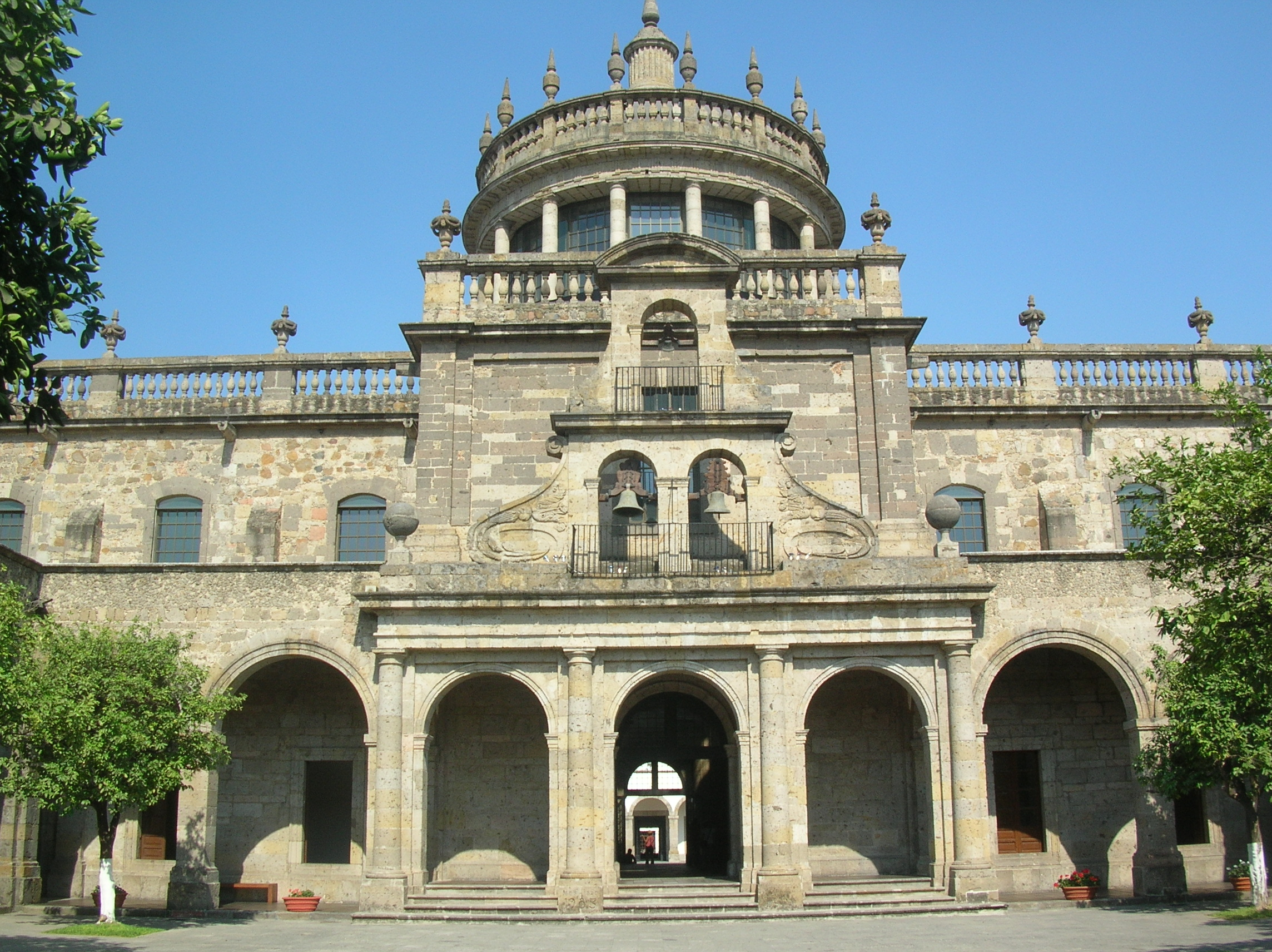
Оспісіо Кабаньяс, найстаріший комплекс лікарні в Латинській Америці (Гвадалахара, штат Халіско).